# Гуторовщина (Могилёвская область)
Гуторовщина (бел. Гутараўшчына) — деревня в Мстиславском районе Могилёвской области Белоруссии. Входит в состав Копачевского сельсовета.

## География
Деревня находится в северо-восточной части Могилёвской области, в пределах Оршанско-Могилёвской равнины, на расстоянии примерно 8 километров (по прямой) к западу от Мстиславля, административного центра района. Абсолютная высота — 187 метров над уровнем моря.

## История
Согласно «Списку населенных мест Могилёвской губернии» 1910 года издания населённый пункт входил в состав Старосельской волости Мстиславского уезда Могилёвской губернии. Имелось 6 дворов и проживало 25 человек (14 мужчин и 11 женщин).

## Население
По данным переписи 2009 года, в деревне проживало 10 человек.